# Скирнисмал
„Скирнисмал“ или „Речите на Скирнир“ е една от поемите в Поетичната Еда. Съхранена е в ръкописа Codex Regius от XIII век, както и в AM 748 I 4to. Много учени смятат, че поемата се е разигравла, най-вероятно като вид на хиерогамия.

## История
В пролога на поемата се казва, че бог Фрейр, син на Ньорд, седи на Одиновия трон и гледа към световете. Гледайки към Йотунхайм, земята на великаните, Фрейр вижда красива девойка и веднага се влюбва. Страхувайки се, че обектът на любовта му е недосижим, той изпада в мрачно настроение.
Самата поема започва с жената на Ньорд, Скади, молейки Скирнир да попита защо Фрейр е тъжен. Скирнир, страхувайки се от гнева на господаря си, се подчинява. Отговорът на Фрейр е сърдит, но въпреки това той излива душата си. Скирнир се съгласява да предприеме пътешествие до Гердр и Фрейр го дарява със своя магичен кон и меч.
Скирнир пристига в Йотунхайм в залата при великана Гимир. Гердр, дъщерята на Гимир, веднага го кани да влезе в залата и Скирнир се опитва да я ухажва от името на Фрейр, предлагайки ѝ подаръци, а след това и заплахи (в други версии на поемата Скирнир не я заплашва и бързо успява да я спечели). В крайна сметка Гердр се поддава.